# لیسا برنر
لیسا برنر (انگلیسی: Lisa Brenner؛ زادهٔ ۱۲ فوریهٔ ۱۹۷۴) هنرپیشه اهل ایالات متحده آمریکا است. وی از سال ۱۹۹۴ میلادی تاکنون مشغول فعالیت بوده‌است.